# Сабит ибн Кайс
Сабит ибн Кайс был сахабом, мусульманином в первом поколении, который был обращён самим Пророком.
Он сыграл видную роль на собрании в Сакифа.
Существуют два альтернативных рассказа о его смерти. Более правдоподобный объясняет это падением на поле битвы в Неджде во время правления праведных халифов.
Согластно другой версии, распространённой среди китайских мусульман, считается, что он участвовал в распространении ислама в Китае в период династии Тан, когда он прибыл в Китай по суше и умер в западной китайской провинции Синьцзян.